# Club Atlético Colón
Club Atlético Colón, cunoscut ca și Colón de Santa Fe sau doar Colón este un club de fotbal argentinian cu sediul în Santa Fe.Echipa susține meciurile de acasă pe Estadio B.G. Estanislao López cu o capacitate de 40.000 de locuri.